# Jonas Källman

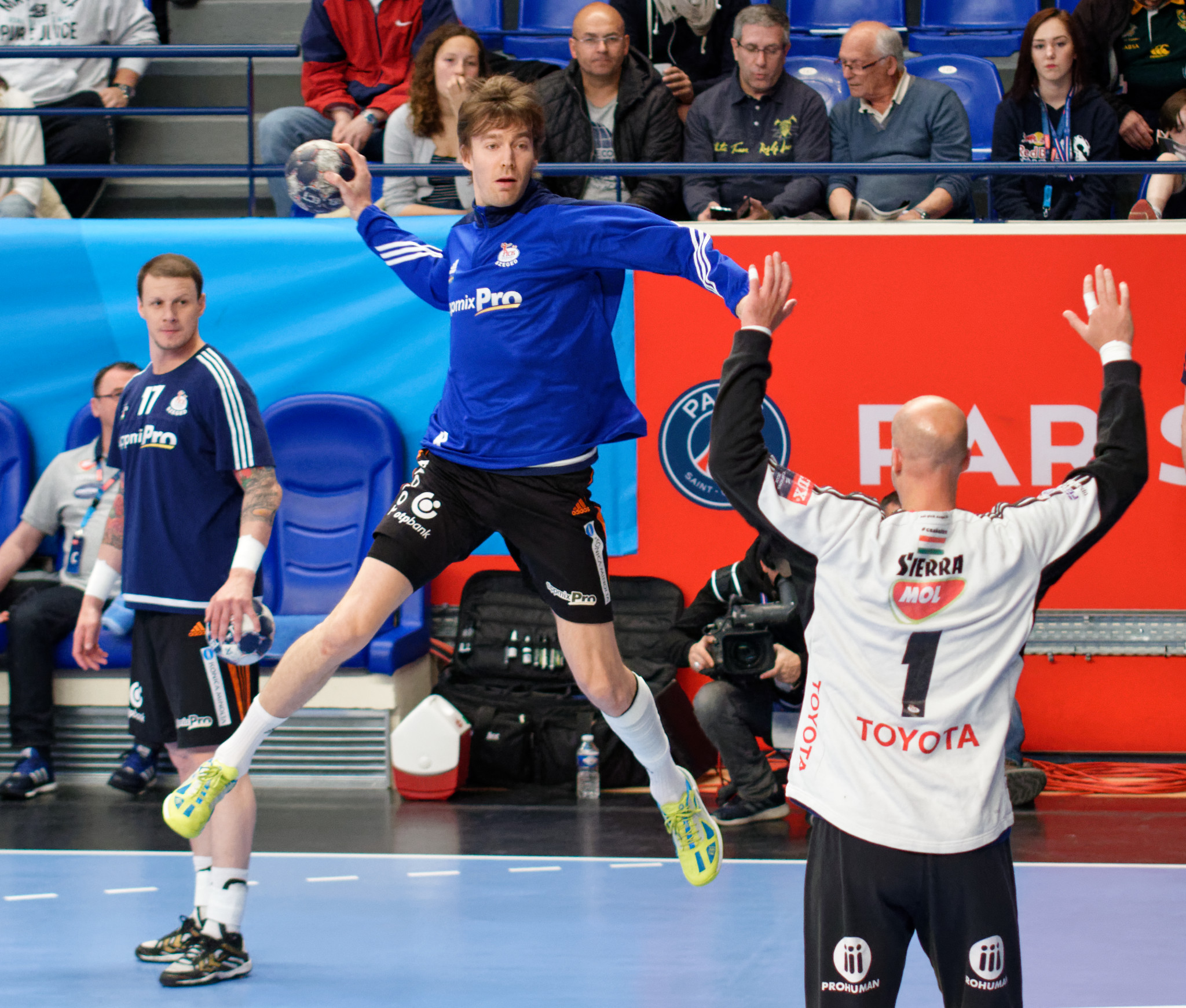
Källman à l'échauffement avec Szeged en 2017.

Jonas Källman, né le 17 juillet 1981 à Växjö, est un joueur international suédois de handball. Il est notamment vice-champion olympiques en 2012.

## Palmarès

### En club
Remarque : sauf précision, le palmarès a été acquis avec le BM Ciudad Real.
Compétitions internationales
- Ligue des champions
  - Vainqueur (3) : 2006, 2008, 2009
  - Finaliste (3) : 2005, 2011, 2012
- Vainqueur de la Coupe des coupes (1) : 2003
- Vainqueur de la Ligue européenne (C3) (2) : 2014 (avec SC Pick Szeged) et 2022 (avec Benfica Lisbonne)
- Vainqueur de la Supercoupe d'Europe (3) : 2005, 2006, 2008
- Super Globe
  - Vainqueur (3) : 2007, 2010, 2012
  - Finaliste (1) : 2011

Compétitions nationales
- Championnat d'Espagne
  - Vainqueur (5) : 2004, 2007, 2008, 2009, 2010
  - Vice-champion (6) : 2003, 2005, 2006, 2011, 2012, 2013
- Coupe du Roi
  - Vainqueur (5) : 2003, 2008, 2011, 2012, 2013
  - Finaliste (4) : 2004, 2006, 2007, 2009
- Coupe ASOBAL
  - Vainqueur (6) : 2004, 2005, 2006, 2007, 2008, 2011
  - Finaliste (2) : 2010, 2013
- Supercoupe d'Espagne
  - Vainqueur (4) : 2004, 2007, 2010, 2011
  - Finaliste (5) : 2003, 2008, 2009, 2012
- Championnat de Hongrie
  - Vainqueur (2) : 2018, 2021
  - Vice-champion (4) : 2015, 2016 2017, 2019
- Coupe de Hongrie
  - Vainqueur (1) : 2019
  - Finaliste (5) : 2015, 2016, 2017, 2018, 2021
- Vainqueur de la Supercoupe du Portugal (1) : 2022

### En équipe nationale
- Médaille d'argent aux Jeux olympiques de 2012[2] à Londres,  Royaume-Uni

### Distinctions individuelles
- élu meilleur handballeur de l'année en Suède en 2008-2009
- élu meilleur ailier gauche des Jeux olympiques 2012[3]